# Adrian Ilie (fotbalist născut în 1981)
Adrian Ilie (n. 26 noiembrie, 1981 în Iași) este un fotbalist român, care a jucat la clubul de fotbal Politehnica Iași. El este un fundaș central care poate juca și pe posturile de mijlocaș defensiv sau fundaș stânga.